# Orgilus femoralis
Orgilus femoralis är en stekelart som beskrevs av Muesebeck 1970. Orgilus femoralis ingår i släktet Orgilus och familjen bracksteklar. Inga underarter finns listade i Catalogue of Life.